# Grímsnes- og Grafningshreppur
Grímsnes- og Grafningshreppur est une municipalité de l'Ouest de l'Islande.

## Démographie
Évolution de la population :
2011: 400
2022: 525 